# Iveco Bus Afriway
L'Afriway è un autobus suburbano costruito a partire dal 2015 da Iveco Bus ad Rosslyn (Gauteng) in Sudafrica. Si basa sull'autotelaio Iveco Eurocargo "Euromidi" 180E28 (18t) per il 4x2, con motorizzazione Iveco Tector 6 cilindri Euro3 da 280HP sul quale viene allestita una carrozzeria Dubigeon-Iveco.

## Caratteristiche
La gamma di autobus Iveco Afriway è disponibile nella configurazione a due assali 4x2 (12,3 metri) con cambio manuale o automatico, e nella versione a tre assali 6x2 (14 metri). L'autobus è assemblato nello stabilimento di Rosslyn (Gauteng) nel sito produttivo già di Larimar Group (in joint-venture con Iveco nel rapporto di 40%-60%) della Iveco South Africa Works (ISAW). Basato sull'autotelaio Euromidi ha sospensioni appositamente rinforzate ed ottimizzate per l'impiego nei paesi africani. Il motore è posizionato al di sopra dell'assale anteriore, con conseguente miglior distribuzione del peso, e aumento del carico utile. La carrozzeria della sudafricana Dubigeon, allestitore di autobus, è stata aggiornata dalla Iveco Bus. La motorizzazione Euro3, 6 cilindri Iveco Tector 6, è abbinata al cambio manuale 9 marce ZF o al cambio automatico Voith DIWA. Il veicolo è assemblato con CKD provenienti dallo stabilimento Iveco di Brescia, sede della produzione Iveco Eurocargo.

## Diffusione
Destinato al mercato sudafricano e in altri paesi del continente come Zimbabwe, Zambia e Mozambico.